# Centro Cívico de Huancayo
El Centro Cívico de Huancayo es un conjunto arquitectónico ubicado en la Zona Monumental de Huancayo. Fue construido en los años 1960 en la Plaza Huamanmarca para albergar las oficinas públicas de la ciudad que es capital del departamento de Junín. La construcción central del complejo lo conforma el edificio de la Municipalidad Provincial de Huancayo.

## Historia
En 1963, durante el primer gobierno de Fernando Belaúnde, se expidió la Ley N° 14700 impulsada por el diputado aprista Alfredo Sarmiento Espejo que declaró de interés nacional la realización de diversas obras en la ciudad de Huancayo y el departamento de Junín creándose para ello impuestos específicos. Como consecuencia de esa ley se construyeron importantes obras en Huancayo como el Centro Cívico de Huancayo ubicado en la Plaza Huamanmarca, los mercados Modelo y mayorista, la Iglesia de la Inmaculada y el estadio Huancayo. Posteriormente, se generó una confusión al otorgar la autoría al senador por Junín Ramiro Prialé.
El concurso arquitectónico “Centro Cívico de Huancayo” fue convocado por el Fondo Nacional de Desarrollo Económico y la Junta de Obras Públicas de Junín. Se realizó con el auspicio del Colegio de Arquitectos del Perú. Este concurso se refirió a la primera etapa del Centro Cívico, grupo de edificios públicos y comerciales a ubicarse en los alrededores de la Plaza Huamanmarca, dentro del área formada por la Calle Real, los jirones Ancash, Loreto, y el pasaje posterior del antiguo mercado que hoy corresponde al jirón Piura. El proyecto ganador del arquitecto Fernando Correa Miller propuso la remodelación integral de la Plaza Huamanmarca incorporando a su alrededor el edificio del Hotel de Turistas y otras construcciones como la que correspondía al Instituto Nacional de Radio y Televisión del Perú (IRTP). Su construcción se inició en 1965 y culminó en 1968 permaneciendo incompleto ya que no se llegó a modificar el antiguo edificio del mercado modelo de la ciudad que se ubica en la cuadra ocho de la Calle Real y que se mantiene en pie a pesar de que fue parte del área a remodelar.

## Composición

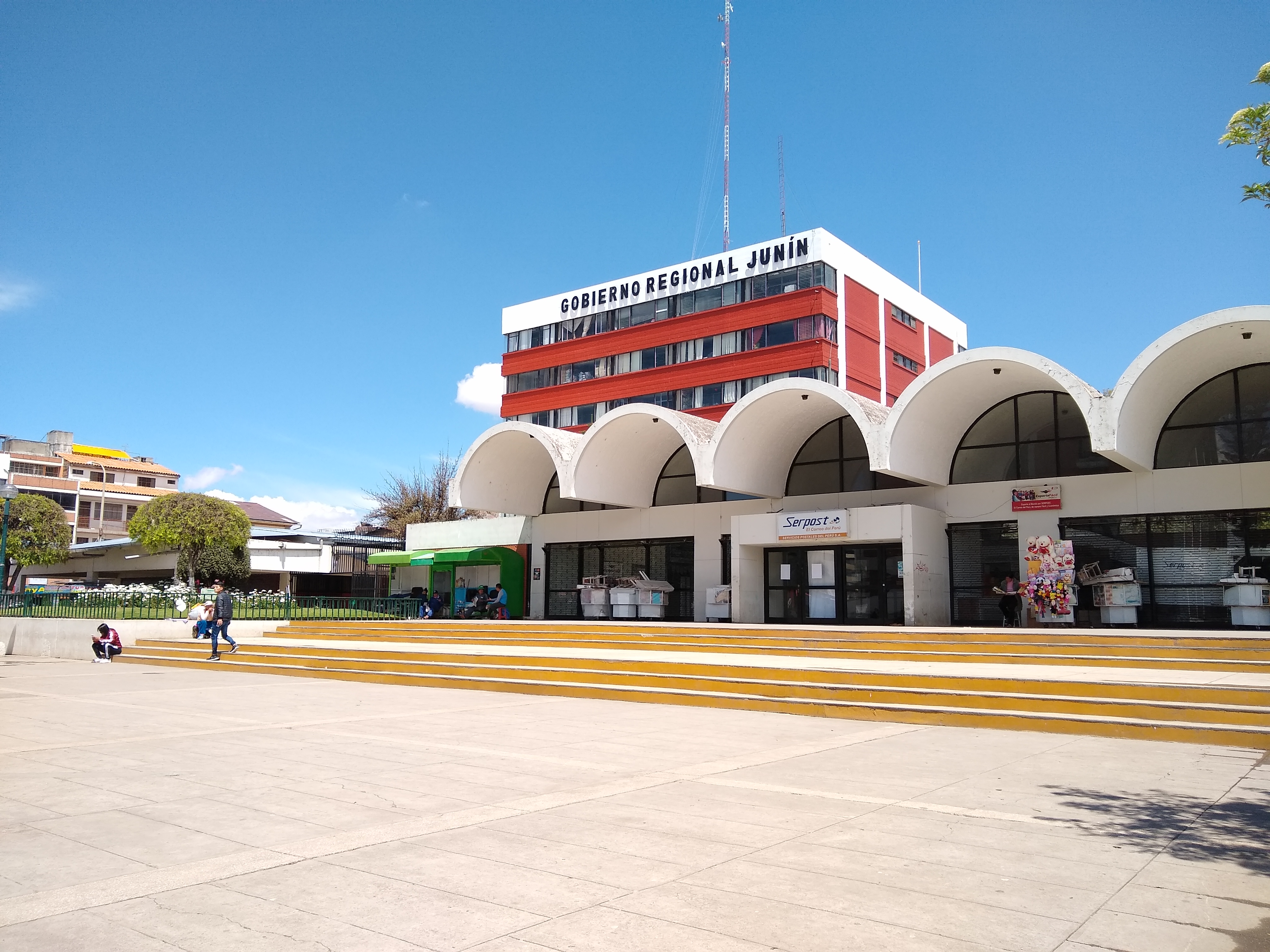
Vista del edificio de correos y, al fondo, la sede del Gobierno Regional de Junín. En primer plano la loza de la Plaza Huamanmarca.

El conjunto comprende edificios destinados al Municipio, Prefectura, Subprefectura, Gobernación y Correo Central, además de locales comerciales en un área de 2 mil metros cuadrados. El edificio correspondiente a la Municipalidad iba a ser el principal del conjunto y se levanta en el centro de la plaza. Consta no sólo con el edificio sino con una explanada y un anfiteatro en un semisótano. En el lado norte de la plaza hacia la calle Loreto, se levantaría el edificio correspondiente a la Prefectura de Junín y que actualmente es ocupado por el Gobierno Regional de Junín. Finalmente, esta estructura también acogería al Banco Central Hipotecario hacia la Calle Real y la oficina de correos hacia la plaza. El antiguo edificio del mercado iba a ser remodelado para servir como oficina para la Junta de Obras Públicas de Junín pero esta obra nunca se realizó quedando el edificio en pie y sirviendo como Coliseo Municipal. Sobre el jirón Ancash se construyó el Hotel de Turistas y el edificio del IRTP.